# Alta Comissaria d'Espanya al Marroc
L'Alta Comissaria d'Espanya al Marroc era el màxim òrgan de l'administració espanyola en el Protectorat espanyol al Marroc, l'existència del qual va ser de 1913 a 1956. L'Alt Comissari era el càrrec al capdavant d'aquest organisme i al seu torn constituïa la màxima autoritat espanyola del Protectorat.

## Història
El càrrec va ser creat en 1913 amb el nomenament del general de divisió Felipe Alfau Mendoza com a Alt Comissari de la zona d'influència espanyola al Marroc. Originalment el càrrec combinava tant les funcions militars com les civils, per la qual cosa l'Alt Comissari era també el Cap superior de les forces militars al Marroc espanyol. La situació va canviar quan en 1923 es va suprimir aquesta bicefàlia i es van crear dues agrupacions militars a les zones occidental (Ceuta-Tetuan) i oriental (Melilla). Poc més tard es va tornar a recuperar el lloc de Comandant militar de totes les forces militars, encara que va continuar separat del lloc d'Alt Comissari. Amb la proclamació de la Segona República l'administració colonial va sofrir pocs canvis respecte a l'època anterior, encara que va reforçar la posició dels càrrecs ocupats per civils enfront de la tradicional presència de militars en l'administració colonial del Protectorat.
De fet, es va reforçar la seva posició de l'Alt Comissari enfront de la resta de càrrecs inferiors o subordinats a la seva autoritat i la coordinació entre l'Alt Comissari i el Comandant en cap de les forces militars. En 1934 a l'Alta Comissaria també se li concedí l'atribució de governador general als territoris d'Ifni, Sàhara Espanyol i Río de Oro.
Va haver-hi un total de 24 Alts comissaris en les més de quatre dècades que va existir el Protectorat, en la seva immensa majoria militars, encara que també va haver-hi alguns civils nomenats: Miguel Villanueva i Luis Silvela (1923), Luciano López Ferrer (1931), Joan Moles i Ormella (1933; 1936) i Manuel Rico Avello (1934). Durant el cop d'estat de juliol de 1936 que va donar lloc a la Guerra Civil, el Coronel Eduardo Sáenz de Buruaga es va fer càrrec del càrrec per uns dies fins que es va traslladar a Còrdova, però mai se li va donar caràcter oficial. Fins a octubre no es va cobrir el lloc, quan els revoltats nomenaren oficialment al general Luis Orgaz Yoldi.
L'últim Alt Comissari va ser el Tinent general Rafael García Valiño, que va cessar en les seves funcions el 8 d'agost de 1956 després de la independència del Marroc i la desaparició del Protectorat espanyol.

## Funcions
L'administració espanyola al Protectorat del Marroc estava dirigida per un Alt Comissari, una figura desenvolupada a imatge i semblança dels alts comissionats anglesos, i formalment acreditada davant el khalifa (com a representant del sultà), però de fet la màxima autoritat al Protectorat. L'Alta Comissaria dirigia l'acció política d'Espanya en el Protectorat, i d'ella emanaven les ordres i instruccions. L'alt comissari estava assistit per diversos departaments (Afers Indígenes, Foment i Hisenda). Existia un interventor territorial en cadascuna de les regions, representat directament a la Delegació d'Afers Indígenes. Subordinat hi existia un següent graó, amb interventors comarcals i, finalment, interventors locals. El manteniment de l'ordre estava a càrrec dels Regulars (forces de l'exèrcit espanyol amb "indígenes" rifenys) i de la Policia Indígena. En l'aspecte militar, l'alt comissari estava assistit per tres comandants amb seu a Ceuta, Melilla i Larraix.

## Llista d'Alts Comissaris
| Titular                       | Fotografia | Inici                 | Final                  | Context històric                                                                 |
| ----------------------------- | ---------- | --------------------- | ---------------------- | -------------------------------------------------------------------------------- |
| Felipe Alfau Mendoza          |            | 5 d'abril de 1913     | 17 d'agost de 1913     | Creación del cargo                                                               |
| José Marina Vega              |            | 17 d'agost de 1913    | 10 de juliol de 1915   | Primera Guerra Mundial                                                           |
| Francisco Gómez Jordana       |            | 10 de juliol de 1915  | 26 de gener de 1919    | Primera Guerra Mundial                                                           |
| Dámaso Berenguer              |            | 26 de gener de 1919   | 14 de juliol de 1922   | Desastre d'Annual (1921)                                                         |
| Ricardo Burguete y Lana       |            | 16 de juliol de 1922  | 3 de gener de 1923     |                                                                                  |
| Miguel Villanueva y Gómez     |            | 3 de gener de 1923    | 18 de febrer de 1923   |                                                                                  |
| Luis Silvela Casado           |            | 18 de febrer de 1923  | 16 de setembre de 1923 | Cop d'Estat de Primo de Rivera.                                                  |
| Luis Aizpuru y Mondéjar       |            | 16 d'abril de 1923    | 17 d'octubre de 1924   |                                                                                  |
| Miguel Primo de Rivera        |            | 17 d'octubre de 1924  | 3 de novembre de 1925  | Desembarcament d'Alhucemas                                                       |
| José Sanjurjo (1.ª)           |            | 3 de novembre de 1925 | 4 de novembre de 1928  | Acaba la Guerra del Rif                                                          |
| Francisco Gómez-Jordana Sousa |            | 4 de novembre de 1928 | 23 d'abril de 1931     | - Dictablanda de Dámaso Berenguer - Proclamació de la Segona República Espanyola |
| José Sanjurjo (2a)            |            | 23 d'abril de 1931    | 6 de juny de 1931      |                                                                                  |
| Luciano López Ferrer          |            | 10 de juny de 1931    | 23 de gener de 1933    |                                                                                  |
| Joan Moles i Ormella (1a)     |            | 23 de gener de 1933   | 23 de gener de 1934    |                                                                                  |
| Agustín Gómez Morato (Interí) |            | 23 de gener de 1934   | 24 de gener de 1934    |                                                                                  |
| Manuel Rico Avello            |            | 24 de gener de 1934   | 6 de gener de 1936     |                                                                                  |
| Joan Moles i Ormella (2a)     |            | 4 de març de 1936     | 13 de maig de 1936     | - Govern del Front Popular - Manuel Azaña elegit President de la República.      |
| Arturo Álvarez-Buylla Godino  |            | 13 de maig de 1936    | 18 de juliol de 1936   | L'Exèrcit d'Àfrica es revolta contra la Segona República.                        |
| Eduardo Sáenz de Buruaga      |            | 18 de juliol de 1936  | 2 d'octubre de 1936    | - La srevolta triomfa en el Marroc espanyol - Comença la Guerra Civil Espanyola  |
| Luis Orgaz Yoldi              |            | 2 d'octubre de 1936   | 16 de març de 1937     |                                                                                  |
| Juan Luis Beigbeder Atienza   |            | 16 d'abril de 1937    | 12 d'agost de 1939     | Victòria de Francisco Franco en la Guerra Civil                                  |
| Carlos Asensio Cabanillas     |            | 12 d'agost de 1939    | 12 de maig de 1941     | - Comença la Segona Guerra Mundial - Ocupació de la Zona internacional de Tànger |
| Luis Orgaz Yoldi (2a)         |            | 12 de maig de 1941    | 6 de març de 1945      | Desembarcament Aliat al Nord d'Àfrica                                            |
| José Enrique Varela Iglesias  |            | 6 de març de 1945     | 24 de març de 1951     |                                                                                  |
| Rafael García Valiño          |            | 31 de març de 1951    | 6 d'agost de 1956      | Independència del Marroc                                                         |